# Igreja de Østerlars
A Igreja de Østerlars - em dinamarquês:  Østerlars Kirke - é uma igreja protestante luterana localizada na pequena localidade de Østerlars na ilha dinamarquesa de Bornholm.

Esta igreja tem uma forma redonda, e está referenciada pela primeira vez em 1332.

Pertence à Diocese de Copenhaga da Igreja da Dinamarca.

A Igreja de Østerlars está associada aos mistérios à volta da presença dos Cavaleiros Templários na ilha de Bornholm, devido ao romance O Código Da Vinci de Dan Brown e às obras Bornholms Mysterium e Tempelherrernes Skat do escritor dinamarquês Erling Haagensen. Por esse motivo a igreja tem sido procurada por um número crescente de turistas.
Ao todo, existem quatro igrejas redondas em Bornholm: Igreja Ny Kirke, Igreja de Nylars, Igreja de Sankt Ol, Igreja de Østerlars.